# Aérodrome de Luéna
L'aéroport de Luena (portugais : Aeroporto de Luena) (code IATA : LUO • code OACI : FNUE) est un aéroport desservant Luena, la capitale de la province de Moxico en Angola.

## Situation
| \| 100 km1:5 636 000 \| Cabinda Catumbela Huambo Kuito Luanda Lubango Luéna Ménongue Moçâmedes Ondjiva Saurimo Soyo M'banza · Congo Aéroport international d'Angola |
| 100 km1:5 636 000 |

Carte statique des aéroports de l'Angola.Carte dynamique des aéroports de l'Angola.

## Compagnies et destinations
| Compagnies           | Destinations               |
| -------------------- | -------------------------- |
| TAAG Angola Airlines | Luanda-Quatro de Fevereiro |

Édité le 25/06/2017  Actualisé le 25/10/2023